# Oskar Sala
Oskar Sala (18 de juliol de 1910 - 26 de febrer de 2002) va ser un físic, compositor i pioner de la música electrònica alemany del segle xx. Va tocar un instrument anomenat Trautonium, un precursor del sintetitzador.

## Estudis
Sala va néixer a Grize. Va estudiar piano i orgue durant la seva joventut, fent concerts de piano clàssic quan era adolescent. El 1929 es va traslladar a Berlín per estudiar piano i composició amb el compositor i violista Paul Hindemith al Conservatori de Berlín. També va seguir els experiments del Dr. Friedrich Trautwein, al laboratori de l'escola, aprenent a tocar amb l'instrument electrònic pioner de Trautwein, el Trautonium.
El 20 de juny de 1930 Sala i Paul Hindemith van oferir una actuació pública a la Berliner Musikhochschule Hall anomenada "Neue Musik Berlin 1930" per presentar el Trautonium. Més tard Sala va fer una gira per Alemanya amb el Trautonium; l'any 1931 va ser el solista en una interpretació del Concert per a trautonium de Hindemith amb quartet de corda. També va tocar en solitari el debut de l'estudiant de Hindemith Harald Genzmer Concert for Trautonium an Orchestra.
Sala va estudiar física a la Universitat de Berlín entre 1932 i 1935. Va ajudar a desenvolupar el "Volkstrautonium", un Trautonium que Telefunken esperava popularitzar. El 1935 va construir un "Radio-Trautonium", i el 1938 un model portàtil, el "Konzerttrautonium".

## Mixtur-Trautonium

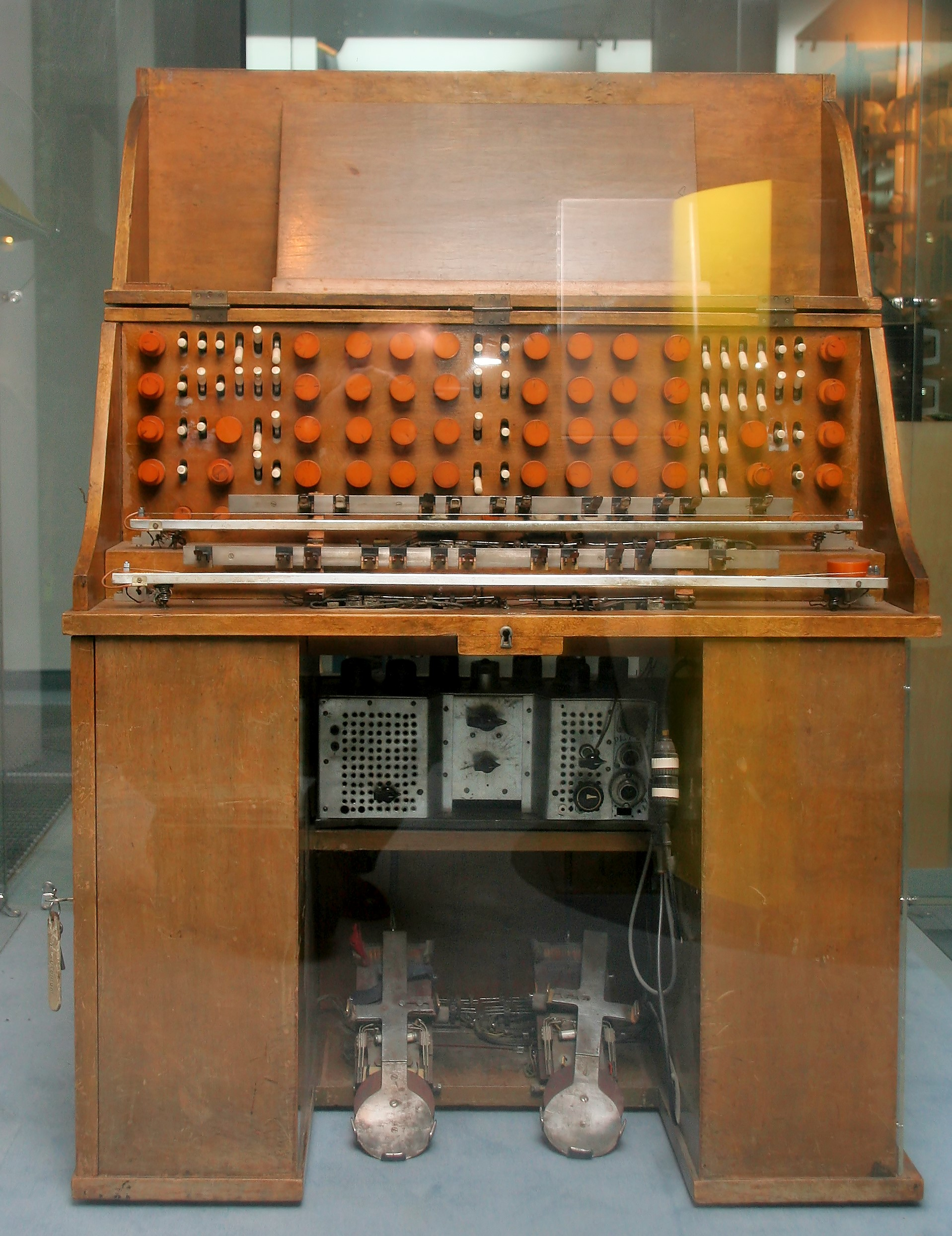
Mixtur-Trautonium, 1952

El 1948 Sala va desenvolupar encara més el Trautonium en el Mixtur-Trautonium. El Mixtur-Trautonium va permetre per primera vegada a la història de la música l'execució de sons que només s'havien conegut en teoria des de l'Edat Mitjana, però que mai es van poder reproduir en realitat, la invenció de Sala va obrir el camp dels subharmònics, la contrapartida simètrica dels armònics, de manera que va evolucionar una afinació completament diferent.
Sala va presentar el seu nou instrument al públic l'any 1952 i aviat rebria llicències internacionals per als seus circuits. Aquell mateix any, Harald Genzmer va lliurar la partitura del primer Concert per a Mixtur-Trautonium i Gran Orquestra.
A la dècada de 1950 Sala també va construir el Quartett-Trautonium.

## Treball cinematogràfic
A les dècades de 1940 i 1950, Sala va treballar en moltes partitures de pel·lícules. El 1958, va establir el seu propi estudi a Mars film GmbH (4a encarnació) a Berlín. Va ser allà on va produir bandes sonores electròniques per a pel·lícules com Different from You and Me de Veit Harlan (1957), Rosemary de Rolf Thiele (1959) i Das Indische Grabmal (1959) de Fritz Lang.
Va crear la banda sonora no musical de la pel·lícula d'Alfred Hitchcock, Els ocells. Tot i rebre molts premis per les seves partitures de pel·lícules, mai va guanyar un Oscar. També va treballar molt en anuncis publicitaris alemanys, sobretot un conegut com HB's little man.
Va ser senador honorari de Berlín.

## Discografia
- Trautonium-Konzerte

(Wergo WER 286 266–2)
Harald Genzmer 's Konzert für Trautonium und Orchester (Concert per a Trautonium i orquestra) (1938/39) i Konzert für Mixtur-Trautonium und großes Orchester (Concert per a Mixtur-Trautonium i Gran Orquestra) (1952)
- My Fascinating Instrument

(Erdenklang 90340)
Conté composicions pròpies fetes de 1955 a 1989
- Subharmonische Mixturen

(Erdenklang 70962)
Conté Langsames Stueck für Orchester und Rondo für Trautonium de Paul Hindemith (Slow Piece for Orchestra and Rondo for Trautonium), composicions pròpies de Sala, que daten de 1992 a 1995, i la seva banda sonora de Der Wuerger von Schloss Dartmore (The Strangler of Castle Dartmore)
- Elektronische Impressionen

(Telefunken 6.40023 AP)
7 Triostuecke für drei Trautonien (7 Triopieces per a tres Trautonien) de Hindemith, Konzertstueck fuer Trautonium und Streicher (Peça de concert per a Trautonium i cordes) escrita el 1931 i gravada el 1977. També conté Elektronische Impressionen (Impressions electròniques), 1978 de Sala.
- Resonanzen

(1970, reedició 1994, Originalton West OW027)
Conté Suite für Mixtur-Trautonium und elektronisches Schlagwerk i Resonanzen : Konzertante Musik für Mixtur-Trautonium und Elektronisches Orchester.